# Startforth
Startforth is een civil parish in het bestuurlijke gebied Durham, in het Engelse graafschap Durham.